# Mikrus
Mikrus (Mirza) – rodzaj ssaków naczelnych z rodziny lemurkowatych. Opisano 2 gatunki: mikrusa mniejszego i ogoniastego. Jak inne lemurokształtne, zamieszkują Madagaskar. Spotyka się je w suchych lasach liściastych na zachodzie wyspy oraz na północy w dolinie Sambirano i na półwyspie Sahamalaza. Pierwotnie w 1867 opisano pojedynczy gatunek, który zaklasyfikowano razem z mikruskiem i lemurkiem. W 1870 brytyjski zoolog John Edward Gray przypisał gatunek do odrębnego rodzaju mikrus (Mirza). Klasyfikacji tej nie zaakceptowano szerzej aż do ostatniej dekady XX wieku, po tym, jak rodzaj ponownie wprowadził amerykański paleoantropolog Ian Tattersall w 1982. W 2005 populację północną uznano za osobny gatunek, a w 2010 World Wide Fund for Nature głosiło, że populacja południowo-zachodnia również może stanowić odrębny gatunek.
Mikrus jest około trzech razy większy od mikrusków, waży średnio 300 g. Ma długi, puszysty ogon. Najbliżej spokrewniony jest z mikruskami w obrębie rodziny lemurkowatych, obejmującej niewielkie lemurokształtne o nocnym trybie życia. Mikrusy za dnia śpią w gniazdach. W nocy zaś wychodzą żerować na owocach, gumach drzewnych, owadach i niewielkich kręgowcach. W przeciwieństwie do wielu innych lemurkowatych podczas pory suchej nie zapadają w torpor. Gatunek północny (mikrus mniejszy) jest trochę bardziej społeczny niż południowy, co przejawia zwłaszcza podczas gniazdowania – samiec i samica mogą tworzyć parę. Ma też największe jądra względem rozmiarów ciała spośród wszystkich naczelnych. Co rzadkie wśród lemurokształtnych, rozmnaża się przez cały rok. Areały osobnicze często zachodzą na siebie, a spokrewnione ze sobą samice żyją blisko siebie. Samce natomiast rozprzestrzeniają się. Mikrusy wydają dźwięki, znaczą też swe tereny przy użyciu śliny, moczu i wydzielin gruczołów zapachowych anogenitalnych.
Na mikrusy polują: myszołów madagaskarski, uszatka madagaskarska, fossa madagaskarska i kuman wąskosmugi. Występowanie sezonu godowego zależy od gatunku. Po trwającej 90 dni ciąży na świat przychodzą 2 młode. Początkowo są one pozostawiane w gnieździe, kiedy matka poszukuje pokarmu, później zaś przenosi je za pomocą pyszczka i pozostawia w pobliskiej roślinności, gdy sama żeruje. W niewoli mikrus rozmnaża się przez cały rok. Na wolności żyje być może 5–6 lat. Oba gatunki wymienia się jako zagrożone wyginięciem z powodu destrukcji siedlisk i polowań. Jak wszystkie lemurokształtne, są objęte załącznikiem I CITES, co zabrania handlu w celach komercyjnych. Pomimo łatwego rozrodu rzadko trzymane są w niewoli. Duke Lemur Center koordynuje rozmnażanie w niewoli gatunku północnego, populacja wzrosła z 6 osobników w 1982 do 62 w 1989, ale ponownie spadła do 6 do 2009 i nie rozważa się więcej jej rozrodu.

## Taksonomia

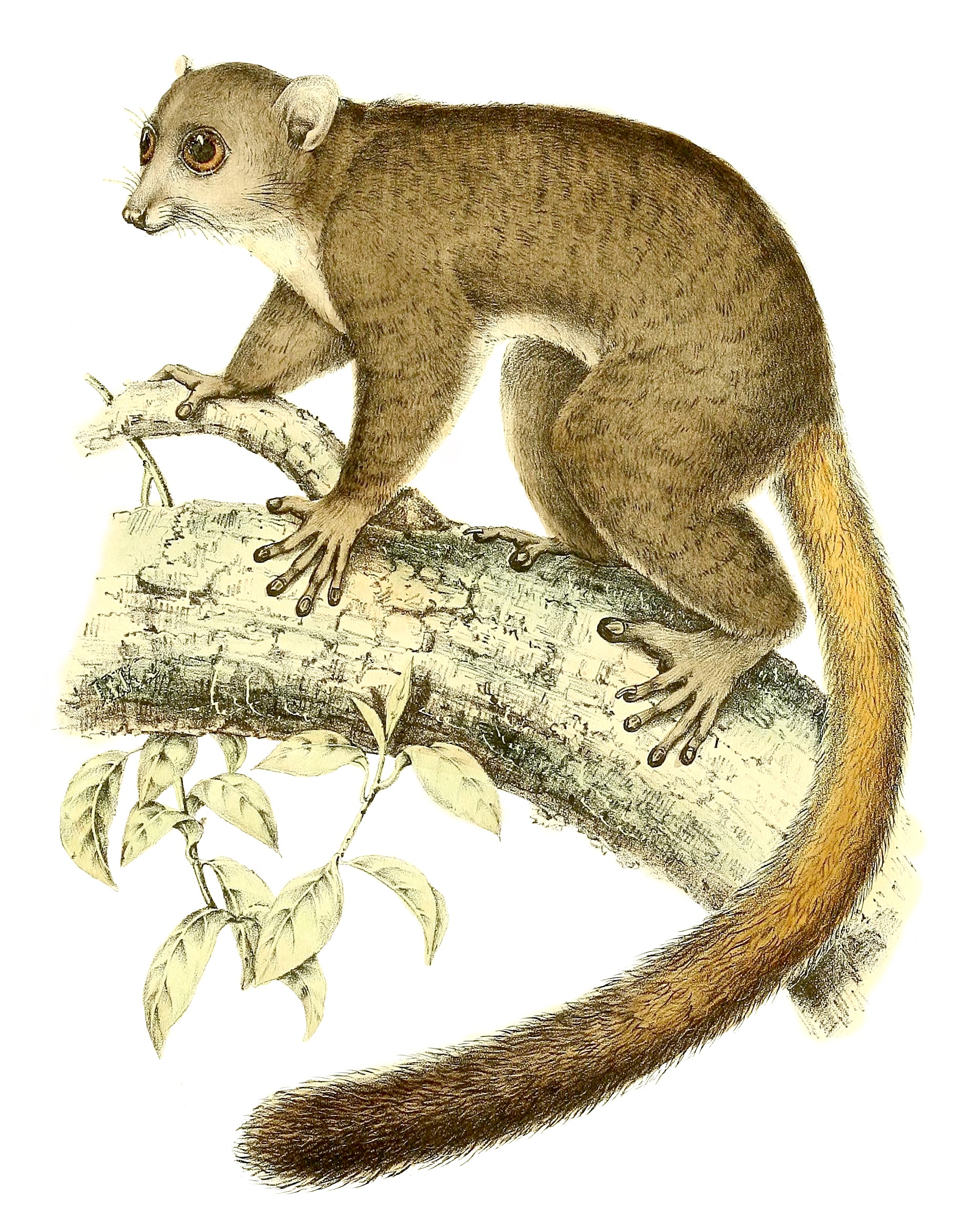
Mikrus opisany przez Schlegela i Pollena w 1868. Uznano go za synonim gatunku opisanego przez Grandidiera w 1867, ale w 2005 ponownie uznano odrębność gatunków

Pierwszy gatunek mikrusa opisany został przez francuskiego przyrodnika Alfreda Grandidiera w 1867 na podstawie siedmiu osobników zebranych w okolicy miasta Morondava na południowym zachodzie Madagaskaru. Spośród tych siedmiu okazów lektotyp wybrano w 1939. Oznakowany jest jako MNHN 1867-603 oraz obejmuje czaszkę i skórę dorosłego zwierzęcia. Zwierzę nazwano po francuskim entomologu nazwiskiem Charles Coquerel. Grandidier umieścił gatunek w rodzaju Cheirogaleus (który zapisywał Cheirogalus) jako C. coquereli. Taką decyzję oparł na podobieństwach z umieszczanymi wówczas w tym samym rodzaju późniejszymi widłogłówkami (Phaner). W następnym roku niemiecki przyrodnik Hermann Schlegel i duński przyrodnik François Pollen niezależnie opisali ten sam gatunek i przypadkowo nadali mu ten sam epitet gatunkowy coquereli. Bazowali na osobniku z okolic Zatoki Ampasindava na północy Madagaskaru. W przeciwieństwie do Grandidiera umieścili ten gatunek w rodzaju Microcebus. Autorzy ci zaliczali do tego rodzaju wszystkie Cheirogaleus, opierając taką klasyfikację na podobieństwach z M. typicus (obecnie C. major, lemurek większy).
W 1870 brytyjski zoolog John Edward Gray umieścił gatunek nazwany na cześć Coquerela w odrębnym rodzaju Mirza. Zostało to generalnie zignorowane, a później odrzucone na początku lat 30. XX wieku, do czego przyczynili się Ernst Schwarz, Guillaume Grandidier i inni. Uznali oni dłuższe futro zwierzęcia i jego bujny ogon za niewystarczające do wydzielania odrębnego rodzaju. Zamiast tego gatunek umieścili w Microcebus. Brytyjski anatom William Charles Osman Hill także podzielił ich pogląd w 1953, zwracając uwagę, że pomimo swych pokaźniejszych rozmiarów w porównaniu z Cheirogaleus jego pierwszy górny ząb przedtrzonowy był proporcjonalnie mniejszy niż u Microcebus. W 1977 francuski zoolog Jean-Jacques Petter także zaliczył go do Microcebus, pomimo znacznych różnic w wielkości pomiędzy rzeczonym gatunkiem i innymi członkami rodzaju.
Rodzaj Mirza został wskrzeszony w 1982 przez amerykańskiego paleoantropologa Iana Tattersalla. Miał stanowić gałąź pośrednią pomiędzy Microcebus i Cheirogaleus, jako że gatunek Coquerela był znacznie większy od największego z Microcebus, a sposobem przemieszczania się bardziej przypominał Cheirogaleus. Rodzaj Mirza przyjmował się powoli, ale w 1994 został wykorzystany w pierwszej edycji książki Lemurs of Madagascar przez Conservation International. W 1993 prymatolog Colin Groves wybrał w swej klasyfikacji rodzaj Microcebus w drugim wydaniu Mammal Species of the World, w 2001 zaczął jednak wspierać rodzaj Mirza. W 1991, jeszcze przed przyjęciem Mirza, Groves jako pierwszy użył anglojęzycznej nazwy „giant mouse lemur”. Wcześniej gatunek funkcjonował jako „Coquerel’s mouse lemur”.
W 2005 Peter M. Kappeler i Christian opisali nowy gatunek Mirza, nazywany po angielsku „northern giant mouse lemur” – M. zaza. Porównywali oni morfologię, ekologię behawioralną i sekwencję mitochondrialnego cytochromu b osobników z lasu (środkowy zachód wyspy) oraz okolic Ambato (północny zachód) w dolinie rzeki Sambirano. Ich badania wykazały wydatne różnice w wielkości, socjalizacji, rozrodzie, jak też znaczny dystans genetyczny pomiędzy populacją północną i środkowo-zachodnią, co uzasadniało wyróżnienie osobnych gatunków. Ponieważ opis Grandidiera bazował na okazie z południa, nową nazwę gatunkową otrzymała populacja północna.
World Wide Fund for Nature (WWF) ogłosiło w 2010, że badanie bioróżnorodności z 2009 z lasów galeriowych Ranobe przy Toliarze na południowym zachodzie Madagaskaru ujawniło istnienie populacji wcześniej nieznanej nauce, stanowiącej być może kolejny gatunek. Odnotowano znaczne różnice w ubarwieniu pomiędzy obserwowanym tam osobnikiem a dwoma opisanymi gatunkami. Jednak odkrycie to wymaga dla potwierdzenia dalszych badań.
Mirza, Microcebus i Allocebus tworzą klad w rodzinie Cheirogaleidae, niezależnie od tego, czy Phaner stanowi grupę siostrzaną (na górze – Weisrock et al. 2012), czy też jest bliżej spokrewniony z Lepilemur (na dole – Masters et al. 2013).
|  | Allocebus                                            |
|  |                                                      |
|  | \| \| Mirza \| \| \| \| \| \| Microcebus \| \| \| \| |
|  |                                                      |
|  | Mirza                                                |
|  |                                                      |
|  | Microcebus                                           |
|  |                                                      |

|  | Mirza      |
|  |            |
|  | Microcebus |
|  |            |

|  | Allocebus                                            |
|  |                                                      |
|  | \| \| Mirza \| \| \| \| \| \| Microcebus \| \| \| \| |
|  |                                                      |
|  | Mirza                                                |
|  |                                                      |
|  | Microcebus                                           |
|  |                                                      |

|  | Mirza      |
|  |            |
|  | Microcebus |
|  |            |

|  | Allocebus                                            |
|  |                                                      |
|  | \| \| Mirza \| \| \| \| \| \| Microcebus \| \| \| \| |
|  |                                                      |
|  | Mirza                                                |
|  |                                                      |
|  | Microcebus                                           |
|  |                                                      |

|  | Mirza      |
|  |            |
|  | Microcebus |
|  |            |

|  | Allocebus                                            |
|  |                                                      |
|  | \| \| Mirza \| \| \| \| \| \| Microcebus \| \| \| \| |
|  |                                                      |
|  | Mirza                                                |
|  |                                                      |
|  | Microcebus                                           |
|  |                                                      |

|  | Mirza      |
|  |            |
|  | Microcebus |
|  |            |

|  | Allocebus                                            |
|  |                                                      |
|  | \| \| Mirza \| \| \| \| \| \| Microcebus \| \| \| \| |
|  |                                                      |
|  | Mirza                                                |
|  |                                                      |
|  | Microcebus                                           |
|  |                                                      |

|  | Mirza      |
|  |            |
|  | Microcebus |
|  |            |

|  | Allocebus                                            |
|  |                                                      |
|  | \| \| Mirza \| \| \| \| \| \| Microcebus \| \| \| \| |
|  |                                                      |
|  | Mirza                                                |
|  |                                                      |
|  | Microcebus                                           |
|  |                                                      |

|  | Mirza      |
|  |            |
|  | Microcebus |
|  |            |

|  | Allocebus                                            |
|  |                                                      |
|  | \| \| Mirza \| \| \| \| \| \| Microcebus \| \| \| \| |
|  |                                                      |
|  | Mirza                                                |
|  |                                                      |
|  | Microcebus                                           |
|  |                                                      |

|  | Mirza      |
|  |            |
|  | Microcebus |
|  |            |

|  | Allocebus                                            |
|  |                                                      |
|  | \| \| Mirza \| \| \| \| \| \| Microcebus \| \| \| \| |
|  |                                                      |
|  | Mirza                                                |
|  |                                                      |
|  | Microcebus                                           |
|  |                                                      |

|  | Mirza      |
|  |            |
|  | Microcebus |
|  |            |

|  | Phaner    |
|  |           |
|  | Lepilemur |
|  |           |

|  | Allocebus                                            |
|  |                                                      |
|  | \| \| Mirza \| \| \| \| \| \| Microcebus \| \| \| \| |
|  |                                                      |
|  | Mirza                                                |
|  |                                                      |
|  | Microcebus                                           |
|  |                                                      |

|  | Mirza      |
|  |            |
|  | Microcebus |
|  |            |

|  | Allocebus                                            |
|  |                                                      |
|  | \| \| Mirza \| \| \| \| \| \| Microcebus \| \| \| \| |
|  |                                                      |
|  | Mirza                                                |
|  |                                                      |
|  | Microcebus                                           |
|  |                                                      |

|  | Mirza      |
|  |            |
|  | Microcebus |
|  |            |

|  | Phaner    |
|  |           |
|  | Lepilemur |
|  |           |

|  | Allocebus                                            |
|  |                                                      |
|  | \| \| Mirza \| \| \| \| \| \| Microcebus \| \| \| \| |
|  |                                                      |
|  | Mirza                                                |
|  |                                                      |
|  | Microcebus                                           |
|  |                                                      |

|  | Mirza      |
|  |            |
|  | Microcebus |
|  |            |

|  | Allocebus                                            |
|  |                                                      |
|  | \| \| Mirza \| \| \| \| \| \| Microcebus \| \| \| \| |
|  |                                                      |
|  | Mirza                                                |
|  |                                                      |
|  | Microcebus                                           |
|  |                                                      |

|  | Mirza      |
|  |            |
|  | Microcebus |
|  |            |

### Podział systematyczny
Do rodzaju należą następujące gatunki:
- Mirza coquereli (A. Grandidier, 1867) – mikrus ogoniasty
- Mirza zaza Kappeler & Roos, 2005 – mikrus mniejszy

### Etymologia
Etymologia nazwy Mirza zajmowała badaczy przez wiele lat. Gray często tworzył tajemnicze nazwy taksonów, nie wyjaśniając ich. Nie chodzi tu tylko o Mirza z 1870, ale także Phaner i Azema (obecnie synonim Microcebus, obejmował gatunek M. rufus). Wszystkie te trzy rodzaje opisane zostały w tej samej publikacji. W 1904 amerykański zoolog Theodore Sherman Palmer postarał się udokumentować etymologię wszystkich taksonów ssaków, nie potrafił jednak wyjaśnić nazw tych trzech rodzajów. W przypadku Mirza zanotował jedynie, że nazwa wywodzi się z języka perskiego od tytułu książęcego mîrzâ. Pogląd ten wsparli wstępnie Alex Dunkel, Jelle Zijlstra i Groves w 2012. Jednak ponieważ odwołanie do perskiego księcia mogło pochodzić z Księgi tysiąca i jednej nocy, popularnej w czasach stworzenia rodzaju, Dunkel et al. podjęli poszukiwania w literaturze opublikowanej około 1870 roku. Wszystkie trzy nazwy znaleźli w brytyjskiej komedii The Palace of Truth autorstwa W.S. Gilberta, której premiera odbyła się 19 listopada 1870, prawie półtora tygodnia przed datą widniejącą na wstępie manuskryptu Graya, także opublikowanego w Londynie. W komedii występują postacie noszące imiona Król Phanor (sic), Mirza i Azema. Dunkel et al. doszli do wniosku, że Gray oglądał komedię i stworzył trzy nazwy rodzajowe na podstawie imion jej bohaterów.

## Ewolucja
Bazując na badaniach morfologicznych, immunologicznych, powtarzalnych sekwencji DNA, SINE, testach genetycznych obejmujących wiele loci i badaniach genów mitochondrialnych, odkryto, że mikrus jest w obrębie rodziny lemurkowatych najbliżej spokrewniony z mikruskami. Tworzą one klad razem z lemurakiem (Allocebus). Lemurek i widłogłówka są z nim spokrewnione dalej – widłogłówka stanowi grupę siostrzaną wszystkich pozostałych lemurkowatych lub też jest bliżej spokrewniona z lepilemurami.
Mikrus, mikrusek i lemurak tworzą klad w obrębie lemurkowatych. Uważa się, że te trzy linie oddzieliły się od siebie w wąskim przedziale czasowym, powiązania w obrębie tego kladu są więc trudne do ustalenia, a dzisiejszy pogląd na ten temat może się zmienić pod wpływem dalszych badań. Wedle Silvestro i współpracowników podział nastąpił co najmniej 20 milionów lat temu, inne oszacowanie z użyciem DNA mitochondrialnego lokuje rozdzielenie się mikrusa i mikruska na 24,2 miliona lat temu. Z kolei rozdzielenie się linii dwóch uznawanych obecnie gatunków mikrusa szacuje się na 2,1 miliona lat.
Praca Yoder et al. z 2016 prezentuje kladogram podobny do przedstawionego powyżej. Samo powstanie rodziny lemurkowatych uczeni ci szacują na pomiędzy 25 a 30 milionami lat temu, co nie do końca zgadza się z danymi przedstawionymi na kladogramie. Najbardziej bazalnym przedstawicielem rodziny okazuje się widłogłówka. Następnie, przed 29 milionami lat, wyodrębniła się linia prowadząca do lemurka. Później oddzieliła się gałąź, która dała początek lemurakowi. W końcu, 20 milionów lat przed naszę erą, kolejny podział dał początek liniom mikrusa oraz mikruska, które ulegały dalszemu podziałowi. Taki przebieg ewolucji nie jest pewny, nie można wykluczyć, że w rzeczywistości mikrus nie tworzy kladu z mikruskiem, stanowiąc grupę zewnętrzną kladu mikruska z lemurakiem.

## Budowa
Choć mikrusy są względnie małymi lemurkowatymi, są i tak trzykrotnie większe od najmniejszych członków tej rodziny, mikrusków. Ich masa ciała wynosi średnio 300 g (290–317 g). Mierząc 27–32 cm, ich puszysty ogon mierzy więcej, niż głowa i tułów które osiągają 25–30 cm. Kończyny przednie są krótsze od tylnych (wskaźnik długości kończyn wynosi 70). Cechę tę dzieli z mikruskami. Czaszka przypomina spotykaną u lemurków i mikrusków, a bullae auditivae są niewielkie.
Jak inne lemurkowate, wzór zębowy mikrusów to 2.1.3.3 w szczęce i 2.1.3.3 w połowie żuchwy; po każdej stronie żuchwy i w każdej szczęce występują 2 siekacze, 1 kieł, 3 przedtrzonowce i 3 trzonowce, co w sumie daje 36 zębów. Zęby szczękowe kierują się ku przodowi jamy ustnej, ale są prostsze, niż u mikrusków. Pierwszy górny przedtrzonowiec (P2) jest względnie niewielki, ale prawie tak długi, jak następny przedtrzonowiec (P3). W przeciwieństwie do mikrusków mikrus posiada wydatny przedni przedtrzonowiec żuchwowy (P2). Dwa pierwsze górne trzonowce (M1–2) cechują się leżącym bardziej do przodu hipokonem, leżącym naprzeciwko metakonu, bardziej jak u lemurków, niż u mikrusków o leżącym bardziej w tyle hipokonie. Prawdopodobnie stanowi to symplezjomorfię. Na M1 i M2 cingulum (obręcz leżąca bocznie na zębie) zawiera 2 niewielkie guzki. We wszystkich innych cechach zębów nie widać znaczących różnic pomiędzy mikrusem, a mikruskem i lemurkiem.
Mikrus cechuje się dwiema parami gruczołów mlekowych. Jedna leży na klatce piersiowej, kolejna zaś na brzuchu. Futro przyjmuje zazwyczaj kolor szarawobrązowy na grzbiecie oraz bardziej szary wentralnie Koniec ogona zabarwiony jest na czarno. Nowa populacja znaleziona przez WWF w 2010 cechuje się ogólnie jaśniejszym ubarwieniem, z czerwonawymi bądź rdzawymi łatami na grzbietowej stronie kończyn. Ma także czerwony ogon, ciemniejszy na końcu. Włosy czuciowe leżą ponad oczami, wokół ust, pod żuchwą i w okolicy jej gałęzi oraz na nadgarstkach. Jak mikruski, mają duże, błoniaste uszy.
Wielkość uszu różnicuje mikrusa ogoniastego i mniejszego. Ten ostatni ma małżowiny uszne krótsze, zaokrąglone, poprzedni zaś ma względnie duże uszy. Mikrus północny jest ogólnie większy, ma też krótszy ogon i krótsze kły. Cechują go również największe jądra w stosunku do rozmiarów ciała spośród wszystkich naczelnych. Ich średnia objętość to 15,48 cm³ . Odpowiada im 5,5% masy ciała. Gdyby mężczyzna dysponował proporcjonalnymi jądrami, ważyłyby one 4 kg i osiągały rozmiary dużego cytrusa.

## Rozmieszczenie geograficzne

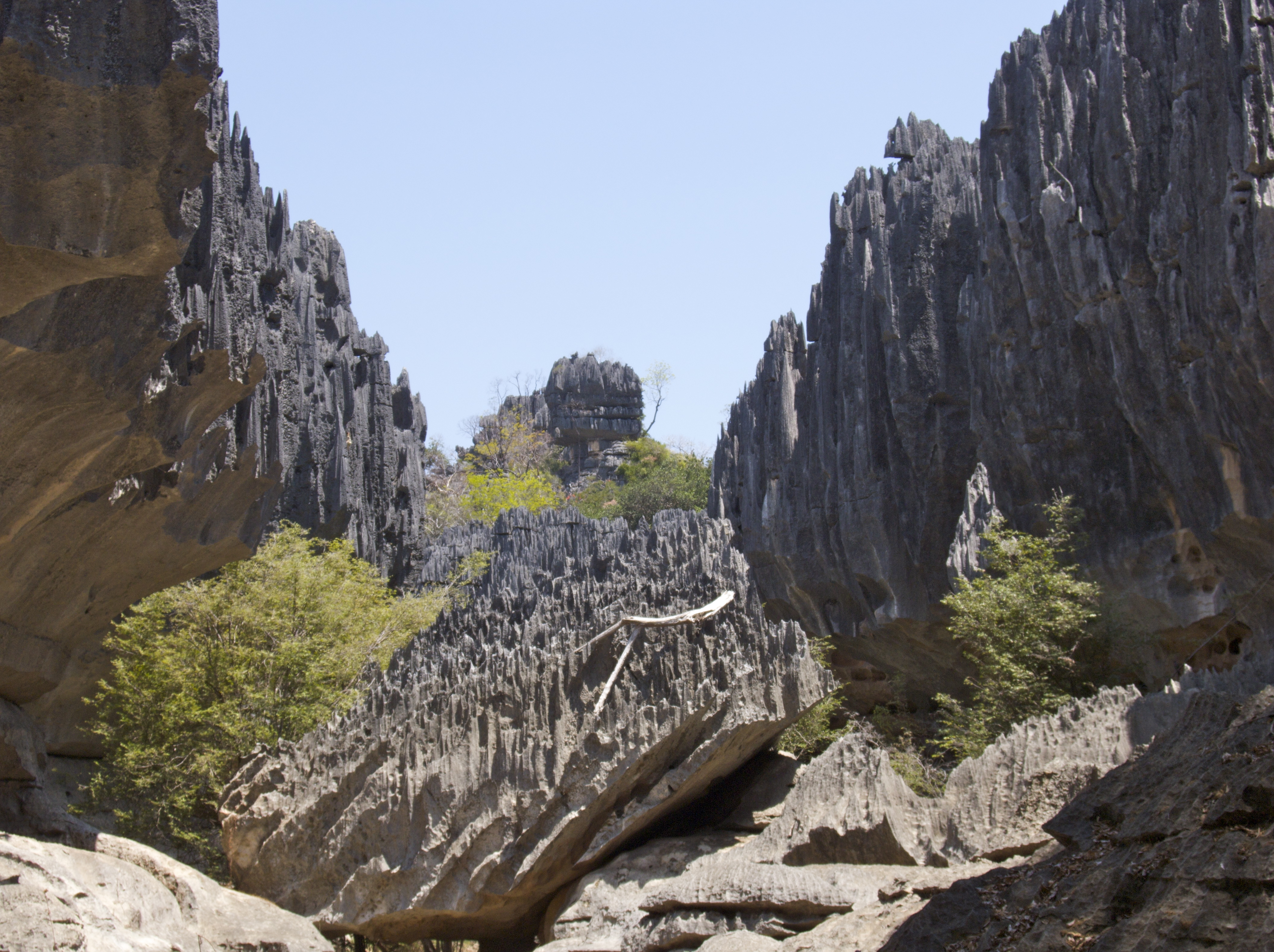
Mikrus ogoniasty zamieszkuje Park Narodowy Tsingy de Namoroka

Mikrus ogoniasty cechuje się rozdrobnionym zasięgiem występowania wśród suchych lasów porastających zachodnią część Madagaskaru, co stanowi efekt fragmentacji lasów w tym regionie. Suche lasy tych nizinnych terenów sięgają od poziomu morza do wysokości 700 m. Zasięg występowania gatunku dzieli się na subpopulacje północną i południową, które dzieli kilkaset kilometrów. Historyczne, jak i współczesne występowanie populacji pomiędzy tymi dwoma regionami nie jest pewne. Obszar południowy ogranicza od południa rzeka Onilahy, od północy zaś Tsiribihina. Z kolei populacja północna tego gatunku zamieszkuje północno-zachodni skraj wyspy, Park Narodowy Tsingy de Namoroka. Zwierzęta obserwuje się najczęściej w lesie w okolicy rzek i stawów.
Mikrus mniejszy zamieszkuje izolowane płaty lasu wzdłuż wybrzeża północno-zachodniego w bardziej wilgotnej dolinie Sambirano i na półwyspie Sahamalaza, jak też na półwyspie Ampasindava. Jego zasięg występowania sięga rzeki Maeverano na południu oraz rzeki Mahavavy na północy.
Nowa populacja rodzaju odnotowana przez WWF w 2010 znaleziona została w lasach galeriowych Ranobe blisko Toliary na południowym zachodzie Madagaskaru.

## Zachowanie
Mikrusy badał na wolności jako pierwszy Petter wraz ze współpracownikami w 1971. Jego obserwacje były wtórne w stosunku do jego głównych zainteresowań, widłogłówek żyjących na północy Morondava. Obserwacje obejmowały populacje północną i południową z przerwami pomiędzy 1978 i 1981, a później w 1993, rozpoczęły się długookresowa badania społeczne i genetyczne w lesie Kirindy. Badania behawioralne osobników trzymanych w niewoli przeprowadzano także w Duke Lemur Center (DLC) w Durham w Karolinie Północnej w ostatniej dekadzie XX wieku.

### Zagęszczenie osobników i terytoria
Zanim wyróżniono więcej niż pojedynczy gatunek, odnotowano różnice w gęstości populacji pomiędzy lasami południowymi, jak Kirindy, a północnymi w okolicy Ambanja. Później okazało się, że mikrus ogoniasty występuje na niższych wysokościach, niż mikrus mniejszy. W przypadku tego pierwszego kilometr kwadratowy zamieszkuje pomiędzy 30 a 210 osobników, niższe gęstości wiążą się z terenami otwartymi wśród lasów. Mikrus mniejszy osiąga zagęszczenie od 385 do 1086 zwierząt na kilometr kwadratowy. Jednak jego populacje spotykane są w bardziej odizolowanych płatach lasów. Sądzi się, że spożywanie przezeń owoców introdukowanych nerkowca i mango pomaga utrzymać większe zgęszczenie.
Areał osobniczy obu płci gatunku typowego może wynosić od 1 do 4 ha, areały te często zachodzą na siebie, zwłaszcza na peryferiach. Osobniki mogą użytkować głównie mniejszy, centralny obszar, którego agresywnie bronią. Liczba sąsiadów może dochodzić do 8. Areały samców mają tendencję do zazębiania się z obszarami należącymi do samic, jak też innych samców, typowo podczas sezonu rozrodczego rosną do czterech razy. Areały samic nie wykazują zmienności obszaru, mogą nie zmieniać się przez lata. W lesie Kirindy badania genetyczne wykazały, że pewne areały spokrewnionych ze sobą samic zbijają się blisko siebie. Sugeruje to dyspersję samców, których migracje odpowiadają za przepływ genów

### Wzorce aktywności
Oba gatunki prowadzą nocny tryb życia, opuszczając swe gniazda o zachodzie słońca, rozciągając się i iskając przez kilka minut. Żerują typowo na wysokości od 5 do 10 m nad dnem lasu, jednak gatunek typowy obserwowano także na ziemi. Poruszają się głównie biegiem na czterech kończynach, okazjonalnie skacząc pomiędzy gałęziami. Jedzą, przybierając takie same postawy, jak mikruski, jak czepianie się pni drzew. Przemieszczając się po drzewie, mikrus robi to szybko, jak mikruski, a nie jak lemurki, sprawiające wrażenie rozmyślnie planujących każdy ruch. Wolne ruchy zazwyczaj obserwuje się niżej, wśród gęstego listowia podczas polowań na owady. Natomiast szybsze ruchy i skoki typowo spotyka się na umiarkowanych wysokościach pomiędzy 2 a 5 m. Patrolowanie areału obejmuje wolniejsze ruchy w rzadszym listowiu u wierzchołków dużych drzew, przemieszczanie się na granicy areału jest natomiast szybsze, odbywa się na niższych wysokościach. Podobne wzorce zachowania spotykano też w niewoli.
Mikrus zaczyna żerowanie przed zachodem słońca, okazjonalnie bierze udział w czynnościach społecznych w drugiej połowie nocy. Do jednego ze swych gniazd powraca przed wschodem słońca. Niskie temperatury powodują, że naczelne te później opuszczają swe gniazda i wcześniej doń wracają, czasem w drugiej połowie nocy. Podczas pierwszej jej połowy mikrusy są bardziej skłonne do odpoczynku przez godzinę bądź dłużej, zazwyczaj kosztem czasu poświęcanego aktywnościom społecznym, a nie żerowaniu. Okresy odpoczynku wydłużają się w niższych temperaturach. W przeciwieństwie do wielu innych lemurkowatych zwierzę pozostaje aktywne cały rok. Dzienny bądź sezonowy torpor nie występuje.

### Gniazda
Przedstawiciele obu gatunków sypiają w mierzącym do 50 cm okrągłym gnieździe ze splecionych lian, gałęzi, liści i gałązek zbieranych na okolicznych drzewach, które potem tkają swymi rękami i ustami. Gniazdo leży typowo na wysokości pomiędzy 2 a 10 m nad ziemią w rozwidleniu dużych gałęzi bądź wśród gęstych lian. Drzewa pokryte grubymi lianami, jak też całorocznym listowiem (np. wilczomleczowate) są faworyzowane do umieszczania na nich gniazd, ale duże, nawet gołe drzewa mogą umożliwić budowanie gniazd wyżej. Poza gniazdowaniem wśród gąszczu lian osobniki używają na zmianę 10–12 gniazd co kilka dni, by zmylić drapieżniki. Na wolności podczas budowania gniazd widziano tylko samice, w niewoli jednak przy tej czynności obserwowano samce, samice i młode. Czasami na jednym drzewie bądź na kilku stojących obok budowane są liczne gniazda zamieszkiwane przez mikrusy, widłogłówki i introdukowanego szczura śniadego. Inaczej niż u większości innych nocnych lemurokształtnych, mikrusy nie wydają się sypiać w dziuplach drzew.

### Struktura społeczna
Obydwa gatunki zazwyczaj żerują grupowo, jednak mikrus mniejszy wykazuje większą tendencję do zachowań społecznych, być może z powodu większego zagęszczenia populacji. Do ośmiu (zazwyczaj cztery) dorosłych samców, dorosłych samic i młodych można spotkać w gnieździe tego gatunku, natomiast mikrus ogoniasty nie gniazduje wspólnie. Wyjątek stanowią samice odchowujące młode. Samce iskają i odzywają się do samic, które spotykają. Zgodnie z badaniami przy użyciu radionadajników i bezpośrednimi obserwacjami w Analabe blisko Kirindy osobniki tworzą pary, czasami krótko przemieszczające się razem podczas pory suchej. Jednak większość interakcji pomiędzy osobnikami dorosłymi zdarza się rzadko i zazwyczaj w nocy, szczególnie porą suchą w zazębiających się środkowych częściach areałów osobniczych. Często spotkaniom takim towarzyszą pościgi i inne zachowania agonistyczne, tylko rzadko iskanie. Podczas sezonu godowego samce zachowują się w stosunku do siebie agresywnie. Wyrywają sobie futro z głów i ramion, a także gryzą się po głowach.
Mikrusy wydają z siebie przynajmniej 8 dźwięków. Najczęściej są to odgłosy kontaktowe, oddawane po angielsku jako „hum” lub „hein”. Wydawane są podczas poruszania się bądź w razie spotkania przyjaznych sobie osobników. Odgłos spotkania matki z dzieckiem wydawany jest o świcie przed powrotem do gniazda i składa się z krótkich, modulowanych gwizdnięć. Zarówno samce, jak i samice wykorzystują odrębne odgłosy przyciągające uwagę, obecne w zachowaniach terytorialnych. Odgłos samic zapisywany jest jako „pfiou”, samce zamiast tego wydają z siebie krótki, głośny pisk. Obie płcie wykorzystują odgłosy alarmowe, zapisywane w postaci „croak”, a także odgłosy agonistyczne, składające się z powtarzanych „tisk-tisk-tisk”. Samice wykazują też sekwencję po przebudzeniu czasami określaną jako głośne odgłosy, którą zaczynają, rozpoczynając żerowanie, po czym przerzucają się na cichsze dźwięki „hon”, prawdopodobnie by wskazać swe miejsce sąsiadom. Długa sekwencja płciowa składa się z miękkich pisków i kilku modulowanych, ochrypłych odgłosów „brroak”. Wydają ją z siebie osobniki obu płci podczas rui. Badania osobników trzymanych w niewoli ujawniły też inne odgołsy, ale ich rola nie została ustalona. Mikrus mniejszy wydaje się wydawać więcej odgłosów od gatunku typowego. Choć wokalizacje są główną formą komunikacji społecznej, występuje też znakowanie za pomocą sygnałów zapachowych z wykorzystaniem śliny, moczu i wydzielin anogenitalnych gruczołów zapachowych niewielkich gałązek i innych obiektów.

### Rozmnażanie

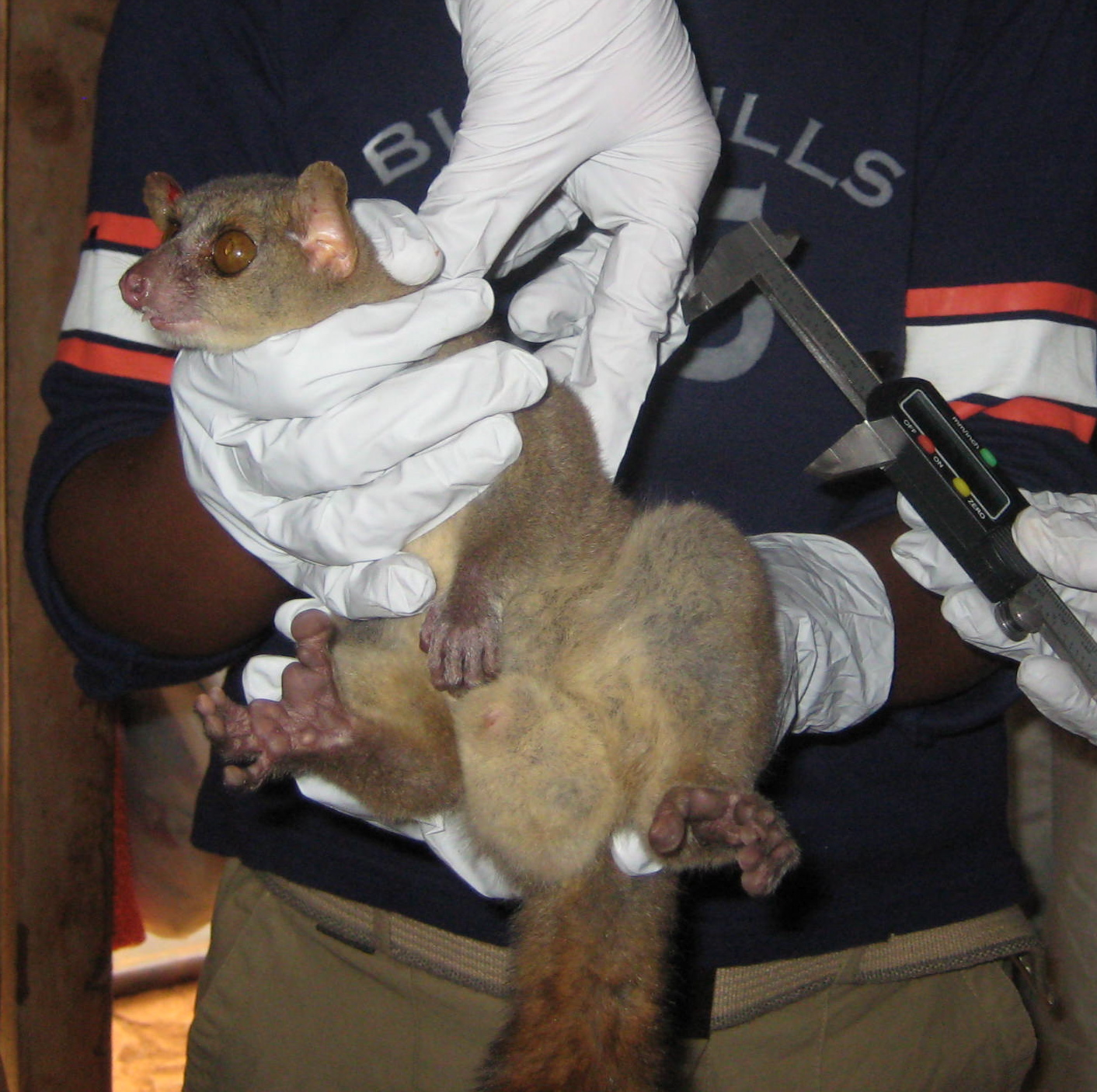
Pomiar wielkości jąder mikrusa mniejszego, względnie największych spośród wszystkich żyjących obecnie naczelnych

Rozród rozpoczyna się w listopadzie u mikrusa ogoniastego w lesie Kirindy. Cykl rujowy trwa średnio 22 dni, z czego ruja zajmuje tylko dzień lub mniej. Sezon godowy populacji południowej ogranicza się do kilku tygodni, natomiast mikrus mniejszy rozmnaża się przez cały rok. Model taki zaobserwowano jedynie u dwóch innych gatunków małpiatek: palczaka madagaskarskiego i lemurii czerwonobrzuchej . Mikrus mniejszy był obserwowany w niewoli podczas rozrodu przez cały rok, jeśli miot nie przetrwał lub został zabrany, kiedy jeszcze populacją tą uznawano za należącą do gatunku typowego .
Po 90 dniach ciąży rodzi się od jednego do trzech młodych, zazwyczaj dwa. Ważą one średnio 12 g. Rozwinięte są słabo, początkowo pozostają więc w gnieździe matki do trzech tygodni. Pomiędzy gniazdami matka przenosi je za pomocą ust. Kiedy dostatecznie urosną, zazwyczaj po trzech tygodniach, matka pozostawia je wśród roślinności, gdy żeruje nieopodal. Po miesiącu młode zaczynają brać udział w grach społecznych i iskaniu wraz z matką, pomiędzy pierwszym i drugim miesiącem młode samce zaczynają wykazywać zachowania seksualne, jak wspinanie się, gryzienie w szyję, pchnięcia miednicą. Do trzeciego miesiąca młode zaczynają żerować samodzielnie, utrzymują jednak kontakt wokalny z matką i korzystają z niewielkiej części jej areału.
Samice zaczynają rozród po 10 miesiącach, natomiast samce rozwijają funkcjonalne jądra w trzecim sezonie rozrodczym. Rozmiar jąder mikrusa mniejszego nie wydaje się podlegać zmianom sezonowym . Względem masy ciała są bardzo duże, największe wśród naczelnych . Nacisk na produkcję nasienia, jak też wykorzystywanie copulatory plug sugeruje, poligynandryczny system płciowy , w którym samce konkurują ze sobą, starając się odnaleźć jak najwięcej samic . W odróżnieniu odeń mikrus ogoniasty wydaje się walczyć o dostęp do samic podczas sezonu godowego . Samce rozprzestrzeniają się z obszarów, gdzie przyszły na świat, w wieku, od dwóch do kilku lat. Samice rozmnażają się rokrocznie, choć poporodową ruję obserwowano w niewoli. Na wolności długość życia mikrusów wydaje się rzadko przekraczać 5–6 lat, ale w niewoli mogą żyć do 15 lat.

## Ekologia

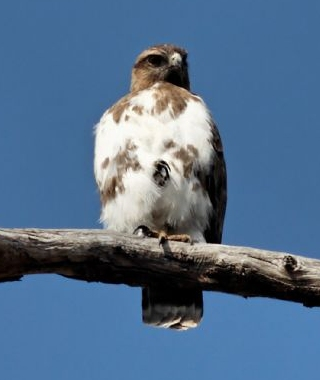
Myszołów madagaskarski poluje na mikrusy

Oba gatunki są wszystkożerne. Spożywają owoce, kwiaty, pąki, wydaliny owadów, gumy drzewne, duże owady, pająki, płazy bezogonowe, kameleony, węże, niewielkie ptaki i jaja. Mikrus ogoniasty żywi się pewnie oportunistycznie mikruskami, jako że złapano osobnika z na wpół zjedzonym mikruskiem myszatym. W czerwcu i lipcu, a więc w szczycie pory suchej, gatunek ten polega na bogatych w cukry wydalinach larw pluskwiaków, w tym czerwców kaktusowych, jak też na gumach drzewnych. Wydaliny są pozyskiwane przez zlizywanie ich z owadów bądź zbieranie skrystalizowanego cukru gromadzącego się pod kolonią owadów. W tym czasie roku pozyskiwanie wydalin owadów może stanowić 60% aktywności związanej z żerowaniem. Dla odmiany mikrus mniejszy polega w porze suchej na owocach nerkowca.
Mikrus występuje sympatrycznie z mikruskami, w tym z mikruskiem myszatym, które typowo spotyka się wyżej w koronach drzew i które wolą wyższe, grubsze lasy galeriowe. W lesie Marosalaza na północy Morondava mikrus ogoniasty występuje sympatrycznie z czterema innymi nocnymi rodzajami lemurokształtnych: mikruskami, lepilemurami, lemurkami i widłogłówkami. Różni się od nich niszą ekologiczną, żeruje o innej porze i specjalizuje się w spożywaniu wydalin owadów w porze suchej.
Aktywne za dnia szponiaste, jak myszołów madagaskarski, to najważniejsi drapieżnicy mikrusów. Prócz nich polują nań jeszcze fossa madagaskarska, Asio madagascariensis i kuman wąskosmugi.

## Ochrona
W 2012 Międzynarodowa Unia Ochrony Przyrody (IUCN) uznała oba gatunki mikrusów za zagrożone wyginięciem. Wcześniej wymieniano je jako wrażliwe. Populacje obu gatunków tracą liczebność z powodu niszczenia ich siedlisk, za co odpowiada głównie stosowanie w rolnictwie systemu żarowego i produkcja węgla drzewnego. Poluje się nań także dla mięsa. Populacja, której odkrycie przez WWF zostało ogłoszone w 2010, znaleziona została na zewnątrz niedalekiego obszaru chronionego, PK32-Ranobe, objętego czasową ochroną w grudniu 2008, w czym brała udział WWF. Lasy te nie zostały włączone do obszaru chronionego z powodu wydanej wcześniej koncesji na działalność górniczą.
Jak wszystkie lemurokształtne, mikrus został objęty ochroną pierwotnie w 1969, kiedy to umieszczono go w „klasie A” African Convention on the Conservation of Nature and Natural Resources. Zaboroniono tym samym polowań i łapania bez pozwolenia, które wydawano jedynie w celach naukowych bądź dla interesu narodowego. W 1973 objęto mikrusa załącznikiem I CITES, ściśle regulując handel i zabraniając go dla celów komercyjnych. Choć egzekucja tego prawa wygląda niejednolicie, prawo Madagaskaru również chroni mikrusy.
Mirza rzadko trzymane są w niewoli, mimo że łatwo się rozmnażają. W 1989 Duke Lemur Center trzymało powyżej 70% populacji żyjącej w niewoli (45 z 62 osobników). DLC koordynowało wtedy rozród w niewoli mikrusa ogoniastego, wszystkie osobniki trzymane w ośrodkach amerykańskich pochodziły od sześciu zwierząt importowanych przez DLC w 1982 z okolic Ambanja. Do 2009 International Species Information System (ISIS) odnotował tylko 6 osobników zarejestrowanych w USA lub Europie, zaliczywszy wszystkie do gatunku mikrus mniejszy i uznawszy za populację nierozmnażającą się. W 2015 pozostała pojedyncza zarejestrowana samica.